# 韩冬炎
韩冬炎（1963年4月—），男性，汉族，黑龙江省庆安县人，中华人民共和国政治人物。1984年12月加入中国共产党，1986年7月参加工作，哈尔滨工程大学管理科学与工程专业毕业，在职研究生学历，管理学博士，高级工程师、高级政工师。

## 生平
1982年9月至1986年7月，为大庆石油学院开发系钻井专业学生，毕业获工学学士学位。其间，1984年12月加入中国共产党。1986年7月参加工作，历任大庆石油管理局井下作业公司实习员、队长、党支部书记、团委书记。1990年7月起，任大庆石油管理局井下作业一分公司党委书记、经理。
1993年9月，调任中共大庆市委组织部副部长。其间，1993年9月至1996年11月，在哈尔滨工程大学工业经济专业硕士研究生班学习，获得硕士学位。1998年2月，调任大庆市人民政府副秘书长。1998年11月，升任大庆市人民政府秘书长。其间，1999年9月至2004年6月，在哈尔滨工程大学经济管理学院管理科学与工程专业博士研究生班学习，获得博士学位。2000年12月，出任中共大庆市委常委、市委秘书长。2002年10月，任中共大庆市委常委、大庆市人民政府副市长。2008年3月，升任黑龙江省人民政府副秘书长。
2010年3月，出任中共齐齐哈尔市委委员、常委、副书记，并被提名为齐齐哈尔市市长候选人。2010年5月，任中共齐齐哈尔市委副书记，市政府党组书记、市长。2012年6月，任中共齐齐哈尔市委书记，提名为齐齐哈尔市人大常委会主任候选人，不再担任齐齐哈尔市人民政府市长职务。2012年7月，当选齐齐哈尔市人大常委会主任。2013年3月，被选为第十二届全国人民代表大会黑龙江省代表。 2016年2月，转任黑龙江省国资委主任。

### 落马
2018年3月23日，黑龙江省纪委监委发布消息：黑龙江省国有资产监督管理委员会主任、党委副书记韩冬炎涉嫌严重违纪违法，目前正接受纪律审查和监察调查。同年9月8日，韩冬炎遭到开除党籍、开除公职处分。